# Hygienrakning

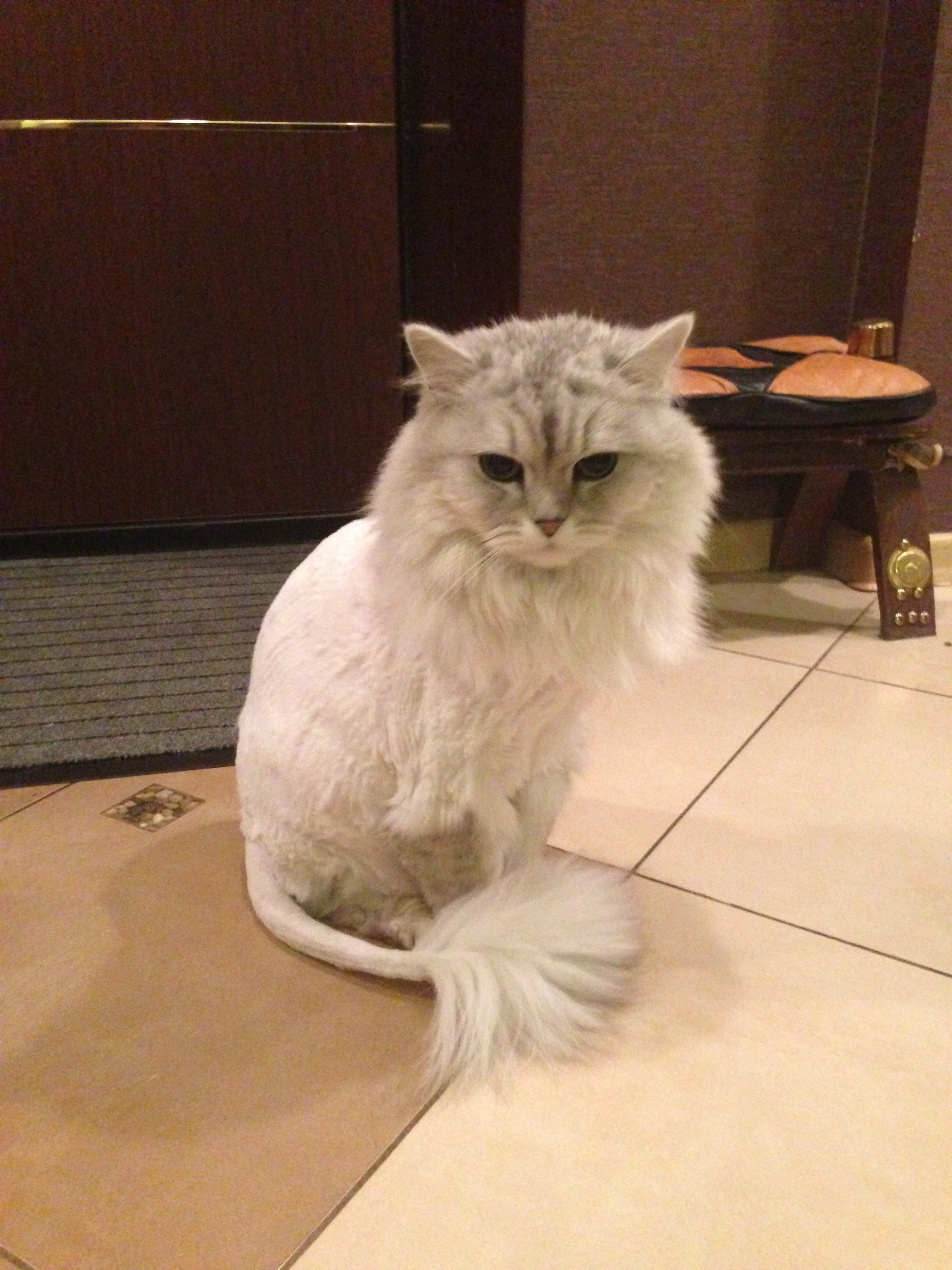
En katt med en typisk lejonklippning.

Hygienrakning är ett sätt att hålla pälsen hygienisk hos långhåriga pälsdjur som hundar och katter.
Rakningen förekommer för raser som norsk skogskatt, ragdoll, cockerspaniel med flera. Den utförs dels för att undvika att defekationsrester fastnar i djurets hår vid underlivet, men kan också göras i förebyggande syfte för att undvika hudsjukdomar och olika parasiter.
Det finns speciella rakapparater som är anpassade för djurklippning. Dessa utmärks bland annat genom sin lägre ljudnivå vilket minskar stress hos djuret under rakningen.
På katter kan man också göra en så kallad lejonrakning eller lejonklippning.